# Wolves (Album)
Wolves ist das achte Studio-Album der US-amerikanischen Punk-Band Rise Against. Es wurde am 9. Juni 2017 veröffentlicht. Als erstes Album seit elf Jahren wurde es ohne die langjährigen Produzenten der Band, Bill Stevenson und Jason Livermore, produziert und ist das erste Rise-Against-Album, das durch Virgin Records verlegt wurde. Die erste Single des Albums, The Violence, wurde am 20. April 2017 veröffentlicht. Zwei weitere Songs, House on Fire und Welcome to the Breakdown, wurden am 19. Mai und am 2. Juni zur Promotion des Albums veröffentlicht.
Das Album startete direkt als Nummer 9 in die Billboard 200 Album Charts und ist damit das fünfte Top-Ten-Album der Band in Folge.

## Musik und Texte
Die Texte in Wolves beschäftigen sich mit den für die Band üblichen politischen Themen, dieses Mal jedoch mit besonderem Fokus auf die Präsidentschaftswahl in den Vereinigten Staaten 2016. In Songs wie How Many Walls, Welcome to the Breakdown und dem Titelsong spricht die Band als Unterstützer der Partei der Demokraten sich deutlich gegen die Ansichten Donald Trumps aus, genauso wie sie es zu seiner Zeit bei Präsident George W. Bush getan hatten. Songs wie House on Fire und Politics of Love beschäftigen sich mehr mit emotionalen und privaten Themen, behalten dabei jedoch eine politische Note.
Dabei beschränken sich die Texte nicht nur auf amerikanische Themen. McIlrath äußerte in einem Interview: „Wir sind keine amerikanische Band, sondern eine globale. Wir haben Trump, Großbritannien hat den Brexit. Das ist ein menschliches Problem.“

## Rezeption
Wolves wurde von den Kritikern überwiegend positiv bewertet. Die Website metacritic handelt das Album mit einer Wertung von 76/100, basierend auf neun professionellen Reviews.

### Kommerzieller Erfolg
Wolves debütierte auf Platz neun in den US Billboard 200 Charts mit 29.000 verkauften Album-Equivalent-Einheiten, davon 27.000 direkte Albumverkäufe.

## Titelliste
1. Wolves – 3:37
2. House on Fire – 3:14
3. The Violence – 3:48
4. Welcome to the Breakdown – 3:03
5. Far from Perfect – 3:32
6. Bullshit – 4:12
7. Politics of Love – 4:09
8. Parts Per Million – 3:40
9. Mourning in Amerika – 3:19
10. How Many Walls – 3:50
11. Miracle – 3:40

Bonus-Tracks der Deluxe-Version
1. Megaphone – 3:05
2. Broadcast[Signal]Frequency – 2:30